# Lester Brown
Lester Russell Brown (Bridgeton (Nova Jérsei), 28 de março de 1934) é um analista do ambiente que já escreveu vários livros relativos ao ambiente global. É o fundador e presidente do Earth Policy Institute, organização não governamental baseada em Washington, DC.
Ainda que já tenha escrito mais do que vinte livros, é mais conhecido pelo Plano B 2.0: Resgatando um Planeta sob Stress e uma Civilização em Apuros. Os seus livros foram traduzidos para mais de 40 idiomas, fazendo dele um dos autores contemporâneos mais universais. Brown é um MacArthur Fellow e recebeu um grande número de prémios e distinções, entre eles o Prémio para o Ambiente das Nações Unidas em 1987.